# まもなく夜明け 米朝事務所です
まもなく夜明け米朝事務所です（まもなくよあけ べいちょうじむしょです）は、2006年（平成18年）5月28日より、日曜の早朝4時から5時までラジオ大阪にて放送されていた60分番組。米朝事務所所属の落語家が出演する。パーソナリティーは桂こごろう、桂紅雀。そして毎週、米朝一門の噺家がゲストとして登場。およそ2カ月に一度の割合で松竹芸能や吉本興業、無所属からのゲストもあった（過去のゲスト一覧を参照）。2008年3月いっぱいで終了。

## 歴史・エピソード
元々、落語と噺家をこよなく愛する担当ディレクターが、桜橋時代のラジオ大阪で放送されていた「こんばんわ米朝事務所です」を思い出し、「復活させたい！」という私利私欲から始まったと言われている。また「米朝事務所シリーズ」は、シリーズが終わらないように、空き枠あがれば何処にでも忍び込む流浪番組として知られている。
番組を企画
2005年（平成17年）夏に、企画を持ち込みプレゼン。ウリは「何が飛び出すかわからない台本のない番組」。実は番組担当者はこの企画を通したいために、以前放送されていた名物番組「こんばんわ 米朝事務所です」を利用したという説もある。
こんにちは 米朝事務所です
当初1クールの約束で、2005年9月10日（土）の昼の11時から「こんにちは 米朝事務所です」のタイトルで30分番組がスタート。ラジオ大阪の空き枠を利用しての放送だったため、4回放送したところで時間移動が決定。尚、第4回放送（10月1日）の最終回のゲストは3代目桂南光、笑福亭鶴瓶。
おはよう 米朝事務所です
2005年10月9日（日）に、午前8時から8時45分の45分番組として再スタート。この「おはよう 米朝事務所です」は、10月30日の放送をもって、わずか3回で終了。ゲストは桂雀松、桂雀三郎。最終回のゲストは桂九雀。
こんばんは 米朝事務所です（「OBC日曜演芸館」番組内）
2006年11月13日（日）午後7時から「OBC日曜演芸館」という番組がスタート。内容は、漫才と落語の現在・過去・未来の三部構成の60分番組。基本構成は、前半15分は「これが漫才だ」の公開録音。中盤は「こんばんは 米朝事務所です」、後半は過去に放送された「上方漫才大賞授賞式」や「オンワード落語百選」の音源を利用したアーカイブス放送。この時は独立した番組ではなかった。
こんばんは 米朝事務所です
2006年5月、「こんばんは 米朝事務所です」として独立した形で木曜日の午後8時半から9時の30分枠で放送するが、3回のみで放送終了。最終回のゲストは桂吉の丞。
まもなく夜明け 米朝事務所です
2006年5月28日（日）から、早朝4時から5時までの60分番組として、タイトルも「まもなく夜明け 米朝事務所です」で再スタート。60分番組になった為、これを機にコーナーを設けようと打ち合わせをするが、今までの「男のウダ話路線」を継承し現在に至る。
- 2007年9月9日、丁度2年目で100回目のゲストに桂南光。2人のラジオのトークは絶賛したが普段の落語の精進が足りないと説教。
- 2007年9月23日～10月21日まで紅雀が体調不良で休み、米朝事務所の雀喜、歌之助、あさ吉、松竹芸能の三喬が代打で登場。
- 2008年3月30日をもって番組終了。
  - 最終回には桂吉の丞（飛び入りゲスト）、桂ひろば、桂まん我がゲストとして来た。
- 2009年8月31日に他局のABCラジオでこごろうと紅雀コンビで「こごろう＆紅雀の行き当たりばったり!」が30分間の特番で放送。OBCの時とまったく同じ雰囲気でオンエアされる。以降2012年3月までに「こごろうの挑戦状!」と題して過去3度放送された。ディレクターに同じスタッフの上ノ薗公秀（「まもなく夜明け」終了後、エー・ビー・シーメディアコムに所属）が担当。

## 放送内容
- 一切CMや曲がかからない。
  - オープニングから「すべらないウダ話」（約30分）※最初からゲストが出る場合もある。
  - ゲストコーナー（約20分）

主に落語会の告知を兼ねて落語家が出演する。ベテランクラスの落語家の出演は珍しい。
- - 「米朝一門落語会情報」（5分）

米朝事務所マネージャーの「吉川くん」が、次週に開催される一門の各落語会の告知を行う。

## 過去のゲスト
（出演順、重複省く、「＊印」は非米朝事務所 所属芸人）
- 桂ちょうば（現在4代目桂米之助）
- 桂雀五郎
- 桂ひろば
- 3代目桂南光
- 笑福亭鶴瓶＊
- 桂雀松
- 3代目桂雀三郎
- 桂九雀
- 桂吉弥
- 桂都んぼ（現在4代目桂米紫）
- 桂宗助
- 桂歌々志（現在3代目桂歌之助）
- 桂まん我
- 桂吉坊
- 桂雀太
- リピート山中
- 桂わかば、
- 笑福亭三喬＊
- 笑福亭右喬＊
- 桂米左
- 桂吉の丞
- 4代目桂文我
- ぐんきち＊
- 桂佐ん吉
- 笑福亭生喬＊
- 桂雀喜
- 笑福亭たま＊
- 桂さん都
- 桂二乗
- 桂つく枝＊
- 桂しん吉
- 桂千朝
- 3代目桂小米朝（現在5代目桂米団治）
- 桂あさ吉
- 林家花丸＊
- 桂雀々
- 桂団朝
- 桂三若＊
- 桂都丸（現在4代目桂塩鯛）
- 3代目桂あやめ＊

## 放送時間
- 毎週日曜日 早朝4：00 - 5：00(土曜深夜28:00～29:00)

## 番組スタッフ
- プロデューサー 本村忠司（ラジオ大阪）
- ディレクター 上ノ薗公秀（フリーランス、上述の通り番組終了後にエー・ビー・シーメディアコムに所属）
- 制作協力 米朝事務所（担当：コンパ吉川）